# Ajedrez tridimensional
| Ea5 | Eb5 | Ec5 | Ed5 | Ee5 |
| Ea4 | Eb4 | Ec4 | Ed4 | Ee4 |
| Ea3 | Eb3 | Ec3 | Ed3 | Ee3 |
| Ea2 | Eb2 | Ec2 | Ed2 | Ee2 |
| Ea1 | Eb1 | Ec1 | Ed1 | Ee1 |

| Da5 | Db5 | Dc5 | Dd5 | De5 |
| Da4 | Db4 | Dc4 | Dd4 | De4 |
| Da3 | Db3 | Dc3 | Dd3 | De3 |
| Da2 | Db2 | Dc2 | Dd2 | De2 |
| Da1 | Db1 | Dc1 | Dd1 | De1 |

| Ca5 | Cb5 | Cc5 | Cd5 | Ce5 |
| Ca4 | Cb4 | Cc4 | Cd4 | Ce4 |
| Ca3 | Cb3 | Cc3 | Cd3 | Ce3 |
| Ca2 | Cb2 | Cc2 | Cd2 | Ce2 |
| Ca1 | Cb1 | Cc1 | Cd1 | Ce1 |

| Ba5 | Bb5 | Bc5 | Bd5 | Be5 |
| Ba4 | Bb4 | Bc4 | Bd4 | Be4 |
| Ba3 | Bb3 | Bc3 | Bd3 | Be3 |
| Ba2 | Bb2 | Bc2 | Bd2 | Be2 |
| Ba1 | Bb1 | Bc1 | Bd1 | Be1 |

| Aa5 | Ab5 | Ac5 | Ad5 | Ae5 |
| Aa4 | Ab4 | Ac4 | Ad4 | Ae4 |
| Aa3 | Ab3 | Ac3 | Ad3 | Ae3 |
| Aa2 | Ab2 | Ac2 | Ad2 | Ae2 |
| Aa1 | Ab1 | Ac1 | Ad1 | Ae1 |

| Ea5 | Eb5 | Ec5 | Ed5 | Ee5 |
| Ea4 | Eb4 | Ec4 | Ed4 | Ee4 |
| Ea3 | Eb3 | Ec3 | Ed3 | Ee3 |
| Ea2 | Eb2 | Ec2 | Ed2 | Ee2 |
| Ea1 | Eb1 | Ec1 | Ed1 | Ee1 |

| Da5 | Db5 | Dc5 | Dd5 | De5 |
| Da4 | Db4 | Dc4 | Dd4 | De4 |
| Da3 | Db3 | Dc3 | Dd3 | De3 |
| Da2 | Db2 | Dc2 | Dd2 | De2 |
| Da1 | Db1 | Dc1 | Dd1 | De1 |

| Ca5 | Cb5 | Cc5 | Cd5 | Ce5 |
| Ca4 | Cb4 | Cc4 | Cd4 | Ce4 |
| Ca3 | Cb3 | Cc3 | Cd3 | Ce3 |
| Ca2 | Cb2 | Cc2 | Cd2 | Ce2 |
| Ca1 | Cb1 | Cc1 | Cd1 | Ce1 |

| Ba5 | Bb5 | Bc5 | Bd5 | Be5 |
| Ba4 | Bb4 | Bc4 | Bd4 | Be4 |
| Ba3 | Bb3 | Bc3 | Bd3 | Be3 |
| Ba2 | Bb2 | Bc2 | Bd2 | Be2 |
| Ba1 | Bb1 | Bc1 | Bd1 | Be1 |

| Aa5 | Ab5 | Ac5 | Ad5 | Ae5 |
| Aa4 | Ab4 | Ac4 | Ad4 | Ae4 |
| Aa3 | Ab3 | Ac3 | Ad3 | Ae3 |
| Aa2 | Ab2 | Ac2 | Ad2 | Ae2 |
| Aa1 | Ab1 | Ac1 | Ad1 | Ae1 |

| Ea5 | Eb5 | Ec5 | Ed5 | Ee5 |
| Ea4 | Eb4 | Ec4 | Ed4 | Ee4 |
| Ea3 | Eb3 | Ec3 | Ed3 | Ee3 |
| Ea2 | Eb2 | Ec2 | Ed2 | Ee2 |
| Ea1 | Eb1 | Ec1 | Ed1 | Ee1 |

| Da5 | Db5 | Dc5 | Dd5 | De5 |
| Da4 | Db4 | Dc4 | Dd4 | De4 |
| Da3 | Db3 | Dc3 | Dd3 | De3 |
| Da2 | Db2 | Dc2 | Dd2 | De2 |
| Da1 | Db1 | Dc1 | Dd1 | De1 |

| Ca5 | Cb5 | Cc5 | Cd5 | Ce5 |
| Ca4 | Cb4 | Cc4 | Cd4 | Ce4 |
| Ca3 | Cb3 | Cc3 | Cd3 | Ce3 |
| Ca2 | Cb2 | Cc2 | Cd2 | Ce2 |
| Ca1 | Cb1 | Cc1 | Cd1 | Ce1 |

| Ba5 | Bb5 | Bc5 | Bd5 | Be5 |
| Ba4 | Bb4 | Bc4 | Bd4 | Be4 |
| Ba3 | Bb3 | Bc3 | Bd3 | Be3 |
| Ba2 | Bb2 | Bc2 | Bd2 | Be2 |
| Ba1 | Bb1 | Bc1 | Bd1 | Be1 |

| Aa5 | Ab5 | Ac5 | Ad5 | Ae5 |
| Aa4 | Ab4 | Ac4 | Ad4 | Ae4 |
| Aa3 | Ab3 | Ac3 | Ad3 | Ae3 |
| Aa2 | Ab2 | Ac2 | Ad2 | Ae2 |
| Aa1 | Ab1 | Ac1 | Ad1 | Ae1 |

| Ea5 | Eb5 | Ec5 | Ed5 | Ee5 |
| Ea4 | Eb4 | Ec4 | Ed4 | Ee4 |
| Ea3 | Eb3 | Ec3 | Ed3 | Ee3 |
| Ea2 | Eb2 | Ec2 | Ed2 | Ee2 |
| Ea1 | Eb1 | Ec1 | Ed1 | Ee1 |

| Da5 | Db5 | Dc5 | Dd5 | De5 |
| Da4 | Db4 | Dc4 | Dd4 | De4 |
| Da3 | Db3 | Dc3 | Dd3 | De3 |
| Da2 | Db2 | Dc2 | Dd2 | De2 |
| Da1 | Db1 | Dc1 | Dd1 | De1 |

| Ca5 | Cb5 | Cc5 | Cd5 | Ce5 |
| Ca4 | Cb4 | Cc4 | Cd4 | Ce4 |
| Ca3 | Cb3 | Cc3 | Cd3 | Ce3 |
| Ca2 | Cb2 | Cc2 | Cd2 | Ce2 |
| Ca1 | Cb1 | Cc1 | Cd1 | Ce1 |

| Ba5 | Bb5 | Bc5 | Bd5 | Be5 |
| Ba4 | Bb4 | Bc4 | Bd4 | Be4 |
| Ba3 | Bb3 | Bc3 | Bd3 | Be3 |
| Ba2 | Bb2 | Bc2 | Bd2 | Be2 |
| Ba1 | Bb1 | Bc1 | Bd1 | Be1 |

| Aa5 | Ab5 | Ac5 | Ad5 | Ae5 |
| Aa4 | Ab4 | Ac4 | Ad4 | Ae4 |
| Aa3 | Ab3 | Ac3 | Ad3 | Ae3 |
| Aa2 | Ab2 | Ac2 | Ad2 | Ae2 |
| Aa1 | Ab1 | Ac1 | Ad1 | Ae1 |

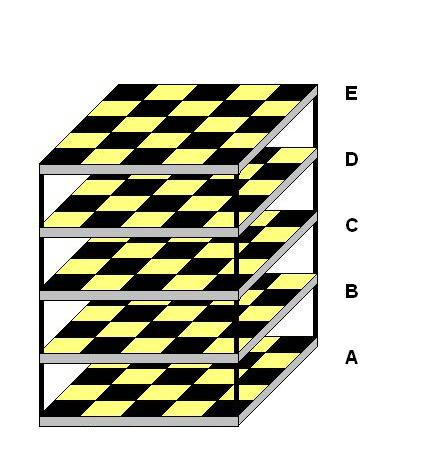
Tablero tridimensional de Raumschach.

Ajedrez tridimensional, o Ajedrez 3D, son ejemplos de variantes de ajedrez. Las variantes tridimensionales han existido desde finales del siglo XIX. Una de las versiones más viejas es Raumschach (Ajedrez espacial en alemán), inventado en 1907 por Ferdinand Maack y jugado en un tablero 5x5x5. Maack fundó un club de Raumschach en Hamburgo en 1919, que estuvo activo hasta la Segunda Guerra Mundial.

## Raumschach
El tablero 3D es un cubo dividido en 5 espacios iguales a través de cada uno de sus 3 planos principales (ortogonales), lo que genera un volumen de juego de 125 casillas.
Cada piso está marcado con una letra mayúscula: A, B, C, D o E. Las filas y columnas se denotan de la misma manera que en el ajedrez contemporáneo, excepto que en esta modalidad las casillas están marcadas con una letra, de la "A" a la "E". Entonces, los reyes empiezan en Ac1 y Ec5. Las blancas inician en el nivel "A" (el primer piso) y las negras en el nivel "E" (en el último piso).
Las torres, alfiles y caballos se mueven como en el ajedrez en cualquier plano coordenado.
- Las torres se mueven a través de las paredes de los pequeños cubos en cualquier fila, columna e hileras.
- Los alfiles se mueven a través de las aristas de los cubos.
- Los caballos se mueven como en el ajedrez común, solo que agregando el movimiento vertical.
- Los unicornios se mueven a través de los vértices de las casillas; cada uno puede alcanzar tan solo 30 casillas.
- La dama combina el movimiento de la torre, alfil y unicornio.
- El rey se mueve como la dama pero una sola casilla.
- Los peones se mueven en dos direcciones, como en el ajedrez, adelante, y pueden moverse arriba (si es blanco) o abajo (si es negro) y capturan diagonal adelante, en el mismo nivel como en ajedrez 2D, y diagonal adelante arriba/abajo -dependiendo el color: el peón blanco solo puede mover hacia arriba y adelante, el negro hacia adelante y abajo- (véase diagrama). La promoción ocurre cuando un peón no puede moverse más, es decir, llega a la fila E5 para los peones blancos y A1 para los peones negros. En esta modalidad de ajedrez no existe doble movimiento, captura al paso ni enroque.

## Ajedrez tridimensional
Probablemente la variante de ajedrez 3D más familiar para el público en general en el siglo XXI es el juego de Ajedrez tridimensional (Ajedrez Tri-D), el cual se puede ver en muchos episodios y películas de Star Trek.
La propuesta original de Star Trek fue ensamblada usando tableros de Damas 3-D y Tic Tac Toe 3-D, juegos disponibles en las tiendas en esos días y añadiendo piezas futuristas. Las reglas del juego nunca se inventaron en la serie; de hecho, en ocasiones los tableros no coincidían entre una escena y otra. El tablero Tri-D se hizo popular por su inclusión en The Star Trek Star Fleet Technical Manual  por Franz Joseph, quien inventó la posición inicial y algunas reglas cortas. Las reglas completas de este juego fueron originalmente desarrolladas en 1976 por Andrew Bartmess (con aprobación de Joseph), y luego se expandieron y afinaron.
Existe además un manual bajo licencia Creative Commons escrito en italiano por Marco Bresciani, el cual presenta una traducción completa y fidedigna de la última versión de las reglas de Bartmess, con instrucciones de cómo construir el tablero y muchas otras cosas. El manual está escrito en italiano y basado en las reglas estándar de Bartmess. Marco Brescianini también hizo un proyecto de software como un Trabajo Final Laureado de Tecnología de la Información, que permite jugar al Ajedrez Tri-D con las reglas de Bartmess. Además hay otras aplicaciones que permiten jugar Ajedrez Tri-D.
Jens Meder escribió un conjunto de reglas de torneo de Ajedrez Tri-D que están disponibles en su página web; sin embargo, las reglas de Meder están más basadas en las reglas FIDE que en las de Bartmen.

## Hiperajedrez asimoviano
La corta historia de ciencia ficción de Isaac Asimov A Perfect Fit se refiere a un ajedrez 3D que consta de ocho tableros apilados uno encima de otro, haciendo el área de juego cúbica (véase también Ajedrez Cúbico) en lugar de un cuadrado (esto es, una dimensión más que el ajedrez 2D ordinario). La misma variante se menciona también en Pebble in the Sky.
El Hiperajedrez asimoviano tiene dos variantes:
- Formación Rosácea: El Rey está rodeado por un 'anillo' de Damas, Alfiles, etc., terminando en un anillo de Torres. Ambos lados poseen una 'pared' de peones en el segundo nivel.

- Cruciformación: El Rey es central, con un anillo de Damas, y luego un anillo de Alfiles intercalados con Caballos, un tercer anillo con alfiles intercalados en las diagonales y por último, Torres intercaladas con Caballos en su punto de movimiento terciaro.

El Hiperajedrez Asimoviano no es fácil de jugar. Asimov se imaginó un ajedrez compacto, pero con piezas y tableros estándar es poco probable que su movimiento sea fácil. La movilidad de las piezas es la misma que en otras formas de ajedrez tridimensional, en las que un peón puede mover hacia delante y capturar una pieza en tercera dimensión. Las mismas normas se aplican a otras piezas, y en el Hiperajedrez Asimoviano, los caballos poseen una notable capacidad, cuando actúan de manera concertada para permitir a un jugador lograr un jaque mate en menos de 20 movimientos.
Para jugar efectivamente el juego, se teoriza que un programa de computadora de ajedrez sería el más usado, pero que es muy improbable que una computadora fuera capaz de jugar al Hiperajedrez de manera eficiente. Hasta la fecha, el Hiperajedrez Asimoviano solo ha tenido esporádicas aplicaciones, y hay pocos casos registrados de su uso.

## Otras variantes
Otra variante de ajedrez 3D es la simulada por el programa 3dchess para GNU/Linux. Esta variante se juega en tres tableros estándar 8×8, apilados verticalmente. El tablero de la mitad contiene las piezas estándar, mientras los otros dos contienen el siguiente juego de piezas nuevo:
- Príncipe (Rey).
- Princesa (Dama).
- Abadía (Alfil).
- Cañón (Caballo).
- Galera (Torre).

El movimiento de varias piezas se ha modificado para permitirles moverse entre tableros (por ejemplo el Cañón puede moverse 3 espacios en una dirección, dos en una perpendicular y uno en la dirección perpendicular restante). Esta versión se desarrolló y produjo en un tablero de plástico por Mind Games Manufacturing Limited, una compañía de Irlanda en 1992. Aunque alrededor de 2000 ejemplares se fabricaron, la empresa cerró después de un año y medio.
Una posible variante similar al Ajedrez Tri-D de Star Trek se puede ver en Leyenda de los Héroes Galácticos una novela japonesa de ciencia ficción. Otro ajedrez 3D de Ciencia Ficción es Cheops o Ajedrez Piramidal, mencionado en las novelas de Frank Herbert Dune, que tenía como objetivos simultáneos darle mate al contrincante y poner la dama propia en el vértice del tablero piramidal. Una variante de ajedrez tridimensional muy especializada es ajedrez dragón de Gary Gygax.
Ajedrez 3D del Milenio es una variante que se juega en 3 tableros estándar 8 por 8 (3x8x8). Las reglas de Ajedrez 3D del Milenio fueron escritas con el objetivo de extender el juego tradicional en un ambiente multinivel sin distorsionar el juego básico. Con este fin, no se "crearon" nuevas reglas, pero sí se extendieron las reglas tradicionales para permitir el juego multitablero. Además del concepto de moverse entre tableros (niveles), todas las reglas de ajedrez tradicional (2D) aplican. Una copia en formato PDF puede descargarse de
Reglas de Ajedrez 3D del Milenio.

## Referencia bibliográfica
- Frank Herbert, Dune. Barcelona: Ediciones Debolsillo, 2003 [7.ª edición 2007]. ISBN 978-84-9759-682-4

### Raumschach
- Raumschach por Bruce Balden y Hans L. Bodlaender.
- Problemas de ajedrez 3D por Udo Marks, Alemania
- FAQ de ajedrez 3D, por David Moeser

### Ajedrez tridimensional de Star Trek
- Reglas de ajedrez Tri-Dimensional – Reglas Estándar de Andrew Bartmess
- Sitio de ajedrez 3-D de Jens Meder – en inglés; Reglas de ajedrez Tri-D, tableros y más
- Scacchi Tridimensionali – La referencia principal del manual de ajedrez Tri-D en italiano; el sitio incluye además un software de juego²
- Parmen – Ajedrez Tri-D gratis para Windows, deHempTrek

### Otras variantes de ajedrez tridimensional
- Ajedrez Córdobes... es una variante del Ajedrez con dados en tres niveles y sistemas diferentes
- Tablero real de ajedrez en 3d – Un Tablero realizado en madera de ajedrez en 3d
- Ajedrez 3D del Milenio – una variante 3x8x8 de ajedrez 3D de William L. D'Agostino
- Tablero de ajedrez 3D – de Dan Beyer
- 3-D Chess Games | Página de variantes de ajedrez – de Peter Aronson, Hans Bodlaender, y David Howe (eds.) et al.
- 3dchess – ajedrez 3D open-source para X11
- Ajedrez - La Siguiente Generación – de Paul Glover; reglas, diagramas y fotos. Se juega en dos tableros de 8x8 uno encima de otro. (véase también Ajedrez - La Generación Futura ©1990)
- Conceptos de Ajedrez 3D, Info y Características
- Ajedrez 3D de Ocho Niveles – por Ray Edward Bornert II
- Ajedrez cúbico por Vladimir Pribylinec